# Locke Cole
Locke Cole (in alcune versioni Lock Cole) è uno dei personaggi principali del celebre videogioco Final Fantasy VI. È uno dei membri più importanti della Resistenza, una fazione ribelle opposta all'Impero Gestahliano. È anche un ladro, ma preferisce il termine "cacciatore di tesori".

## Personalità
Locke si mostra al giocatore come un contatto, una spia. Durante l'avventura, si sente più volte costretto a dover aiutare le donne in difficoltà: infatti, promette subito a Terra Branford e Celes Chere di proteggerle nonostante siano delle ex-soldatesse imperiali. La sua voglia di proteggere le donne deriva dal senso di colpa irrisolto in seguito a un incidente passato con la sua ragazza, Rachel. L'incidente è stata anche una delle ragioni principali che l'ha spinto a unirsi alla Resistenza, e anche se incolpa sé stesso per la morte di Rachel, è arrabbiato con l'Impero per il loro coinvolgimento.
Nonostante il suo tragico passato, Locke è spesso allegro e spensierato. Scherza con gli altri membri della Resistenza, che reputa suoi grandi amici (per esempio Edgar), ed è orgoglioso delle sue capacità di furto, e proprio per questo insiste nell'essere chiamato un cacciatore di tesori, o avventuriero, piuttosto che un misero ladro. Locke cerca anche in tutti i modi di far evitare alle persone il dolore che ha provato anni prima degli avvenimenti del gioco.

## Storia
Nella sua giovinezza, Locke viaggiava spesso con il padre, un cacciatore di tesori. Un giorno, suo padre morì e tutti gli abitanti di Kohlingen cominciarono a trattare Locke come un comune ladruncolo. Rachel era l'unica a non considerarlo come tale, e si innamorò del ragazzo, anche se il padre lo detestava. Per dimostrare al padre di Rachel l'amore che provava per sua figlia, Locke esplorò una grotta pericolosa con lei, promettendo di proteggerla. Quella misteriosa caverna celava un leggendario tesoro, che Locke sperava di regalare alla sua amata per il suo compleanno.
Improvvisamente, mentre esploravano la grotta, un ponte crollò sotto i piedi di Locke, e Rachel, per amore e devozione, si precipitò a salvarlo, cadendo nel profondo burrone e sfiorando la morte. Locke la salvò e la portò a casa, riportandola in salute in breve tempo, ma scoprì subito che la ragazza aveva sviluppato un caso di amnesia. Incolpando Locke per la sua attuale condizione, il padre di Rachel lo cacciò fuori dal villaggio, e Rachel non fece niente per impedirlo, non avendo ricordi della loro relazione passata. Il villaggio si rivoltò contro Locke, che fu costretto ad abbandonare il suo luogo di nascita. Locke si sentiva in colpa per la perdita di memoria di Rachel, e durante il viaggio cercò di aiutare ogni singola donna in cui si sarebbe imbattuto, per provare in qualche modo a riscattarsi. Un anno dopo, Locke scoprì che durante il suo periodo di assenza, Kohlingen era stata assediata dall'Impero, e Rachel venne uccisa, ma non prima di recuperare la memoria e dire il nome di Locke. Dopo il tragico evento, l'avventuriero si unì alla Resistenza per aiutarli nella lotta con il malvagio Impero Gestahliano.
Alcuni anni dopo, una ragazza allenata per diventare un soldato imperiale in grado di usare la magia, Terra Branford, venne inviata alla città di Narshe, insieme ad altri due soldati, Biggs e Wedge, per trovare un Esper congelato, Valigarmanda. Di fronte alla creatura, però, la ragazza perse i sensi misteriosamente e si risvegliò a casa di Arvis, un uomo che le tolse la Corona della Schiavitù, terribile oggetto creato dal folle generale imperiale Kefka Palazzo per assoggettare la giovane ragazza, che adesso ricorda solo il suo nome, e si fa strada attraverso le miniere di Narshe per trovare una via di fuga dalle guardie della città, intenzionate ad arrestarla. La ragazza finisce ben presto in pericolo, e Arvis chiama Locke a Narshe per chiedere assistenza e aiutare Terra. Locke è inizialmente riluttante a causa dell'affiliazione con l'Impero, ma accetta e salva Terra nelle miniere di Narshe grazie a un gruppo di dieci Moguri. Terra non riesce a ricordare il suo passato, ma Locke promette di proteggerla e la porta al Castello di Figaro, posto molto più sicuro di Narshe.
Al castello, il re Edgar Roni Figaro offre alla ragazza il suo aiuto e rifugio. Subito dopo, però, Kefka, alla ricerca di Terra, impone al re di farla uscire dal nascondiglio e consegnarla a loro. Edgar ovviamente rifiuta, e allora Kefka brucia l'intero castello. Edgar, Locke e Terra fuggono dal castello, che nel frattempo si ritira sotto la sabbia per estinguere le fiamme. In seguito, il trio incontra il capo della Resistenza, Banon, che chiede l'aiuto di Terra per sconfiggere l'Impero una volta per tutte. Nonostante la confusione e insicurezza, la giovane ragazza accetta.
Nel frattempo, la città di Figaro Sud viene messa sotto assedio imperiale e Locke va a indagare e rallentare le azioni distruttive dell'Impero. Si intrufola quindi nel seminterrato dell'abitazione più grande della città e salva un'ex-generalessa imperiale in carcere, Celes Chere, giurando di proteggerla. Insieme fuggono e si dirigono verso Narshe.
A Narshe, il potente guerriero del Regno di Doma, Cyan Garamonde, riconosce Celes per il suo ruolo nell'assedio della città di Maranda, e per la furia cerca di giustiziarla, ma Locke, che aveva sentito da lei che l'Impero stava per attaccare Narshe, lo ferma e gli ricorda che si è unita alla Resistenza, così come della sua promessa di proteggerla, e poco dopo, l'Impero sferra l'attacco. Tutta la Resistenza si riunisce per difendere l'Esper di Narshe da Kefka e le sue truppe, e una volta sconfitti, si trovano tutti davanti a Valigarmanda, la creatura magica. Terra sembra comunicare con l'Esper, e si trasforma subito dopo in una misteriosa creatura rosa, che vola via da Narshe. Viene quindi assemblato un gruppo alla ricerca di Terra, che viene infine trovata a Zozo, una città di ladri e malviventi, accudita dall'Esper Ramuh. Ramuh chiede al gruppo di raggiungere la capitale dell'Impero Gestahliano, Vector, per salvare tutti gli altri Esper imprigionati nei laboratori di Kefka e dello scienziato Cid. Celes e Locke diventano allora i leader del gruppo in assenza di Terra.
Per raggiungere Vector, il gruppo ha bisogno di un'aeronave. Nella città di Jidoor Celes e Locke scoprono che un uomo di nome Setzer Gabbiani possiede l'unica aeronave privata del mondo, la Blackjack, e decidono di incontrarlo. Setzer è innamorato di Maria, la protagonista dell'Opera Maria & Draco, e vuole rapirla. Locke suggerisce quindi di far impersonare il ruolo dell'assente Maria proprio a Celes (a causa della loro somiglianza), così che Setzer rapisca la persona sbagliata e il gruppo raggiunga la sua aeronave con un inganno. Dopo la celebre scena dell'Opera, il piano funziona, e il gruppo riesce, anche con il permesso di Setzer, ad avere l'aeronave.
Dopo l'arrivo a Vector, la Resistenza raggiunge l'Istituto di Ricerca Magitek, dove liberano gli Esper che però sono costretti a doversi trasformare in Magiliti (il loro cuore cristallizzato) a causa dei terribili esperimenti di Cid e Kefka condotti su di loro. Tuttavia, subito dopo, il crudele pagliaccio arriva e mette in cattiva luce Celes, chiamandola una traditrice e imponendole di dargli le Magiliti. Locke mette quindi in discussione la lealtà di Celes, e quest'ultima, per provare la sua fedeltà a Locke, li aiuta a scappare dai laboratori, teletrasportandosi magicamente insieme a Kefka.
La Resistenza si dirige a Narshe per organizzare una nuova strategia contro l'Impero, mentre Locke è ancora preoccupato per Celes. Il piano consiste nel raggiungere il portale che conduce al Mondo degli Esper, posto che solo Terra (essendo per metà Esper) può raggiungere. La Resistenza si dirige allora lì, ma una volta aperto il portale, tutte le creature magiche non ascoltano la ragazza e si dirigono adirate verso Vector, e la bruciano. Questo atto porta all'improvviso pentimento dell'Imperatore Gestahl, che invita a un banchetto la Resistenza. Durante la cena, le due fazioni discutono civilmente e organizzano un piano per localizzare gli Esper fuggiti dal portale e "usare" Terra per comunicare con loro, dicendo che la guerra è finalmente finita. Nella nuova missione accompagneranno Terra e Locke il saggio e leale Generale Leo, Shadow (un ninja mercenario assunto dall'Impero) e Celes stessa, arrabbiata ancora con Locke per non essere stata subito creduta ai laboratori di Vector. Tutti raggiungono l'Isola Crescente, verso il villaggio di Thamasa.
Dopo aver trovato gli Esper, grazie anche all'aiuto di Strago Magus e della sua nipotina Relm Arrowny, la Resistenza e Leo tornano a Thamasa, mentre Locke e Celes chiariscono finalmente tutto: sembra sia definitivamente nato amore. Sfortunatamente, il folle Kefka, evaso dal carcere imperiale, raggiunge Thamasa e uccide tutti gli Esper appena ritrovati, e infine persino Leo, arrivando poco tempo dopo a massacrare persino Gestahl e a distruggere il mondo intero sconvolgendo l'equilibrio del mondo.
Nel Mondo in Rovina, Kefka è diventato un dio e distrugge i villaggi rimasti dall'alto della sua immensa torre di demoni, la Torre di Kefka, grazie alla potente Luce del Giudizio, con la quale uccide tutti gli adulti che non lo venerano come il nuovo dio della magia, distruggendo Narshe, che diventa così abbandonata, Figaro sud, poi ricostruita, e Mobliz, in gran parte distrutta e con tutti gli adulti uccisi, i bambini del villaggio orfani e Terra che diventa la loro madre surrogata. Celes rimane in coma per un intero anno, e il suo mentore, Cid, che si era preso cura di lei, si ammala. La ragazza cerca di guarirlo dandogli da mangiare del pesce, ma non basta, e l'uomo muore. Sconvolta dal dolore e convinta che tutti i suoi amici, compreso Locke, siano morti dopo la distruzione del mondo, convinzione rafforzata da un uccellino morto che trova in cima a una scogliera sull'isola solitaria, tenta il suicidio buttandosi giù dal promontorio, ma sopravvive, in una delle scene più famose della serie. Dopo essersi risvegliata, trova un altro uccellino, ferito ma vivo, con la bandana di Locke avvolta intorno all'ala, ed è proprio con questa bandana che trova il coraggio di andare alla ricerca di tutti i compagni dispersi. Locke, nel frattempo, scopre la Magilite della Fenice, che riporterebbe in vita i morti, ed era questo che lo aveva spinto a diventare un cacciatore di tesori. Si dirige allora nella Caverna della Fenice per trovare il tesoro, sperando di riuscire a riportare in vita la sua amata Rachel. Dopo averla trovata, la ragazza torna in vita, ma dato che la Magilite è danneggiata, ciò dura solo per pochi attimi, il tempo di ringraziarlo per tutti i bei momenti passati insieme e dirgli di amare Celes come aveva amato lei.
Dopo lo scontro finale con Kefka, la torre del dio folle comincia a crollare e il gruppo è costretto a scappare. Durante la fuga, Celes lascia cadere per sbaglio la bandana di Locke, e rischia la vita per riprenderla. Locke riesce a salvarla in tempo, e l'aiuta a risalire, segno che i due sono finalmente liberi di amarsi.

## Abilità
In battaglia l'abilità unica di Locke è Ruba, che consente, appunto, di rubare oggetti ai nemici. Equipaggiando a Locke il Guanto del Brigante, tuttavia, la sua abilità cambierà in Capture: ora Locke riuscirà a rubare e attaccare contemporaneamente il nemico.
Avere Locke nel gruppo nel Mondo in Rovina permette al giocatore di aprire le porte chiuse di Narshe per ottenere alcuni dei migliori oggetti del gioco.

## Creazione

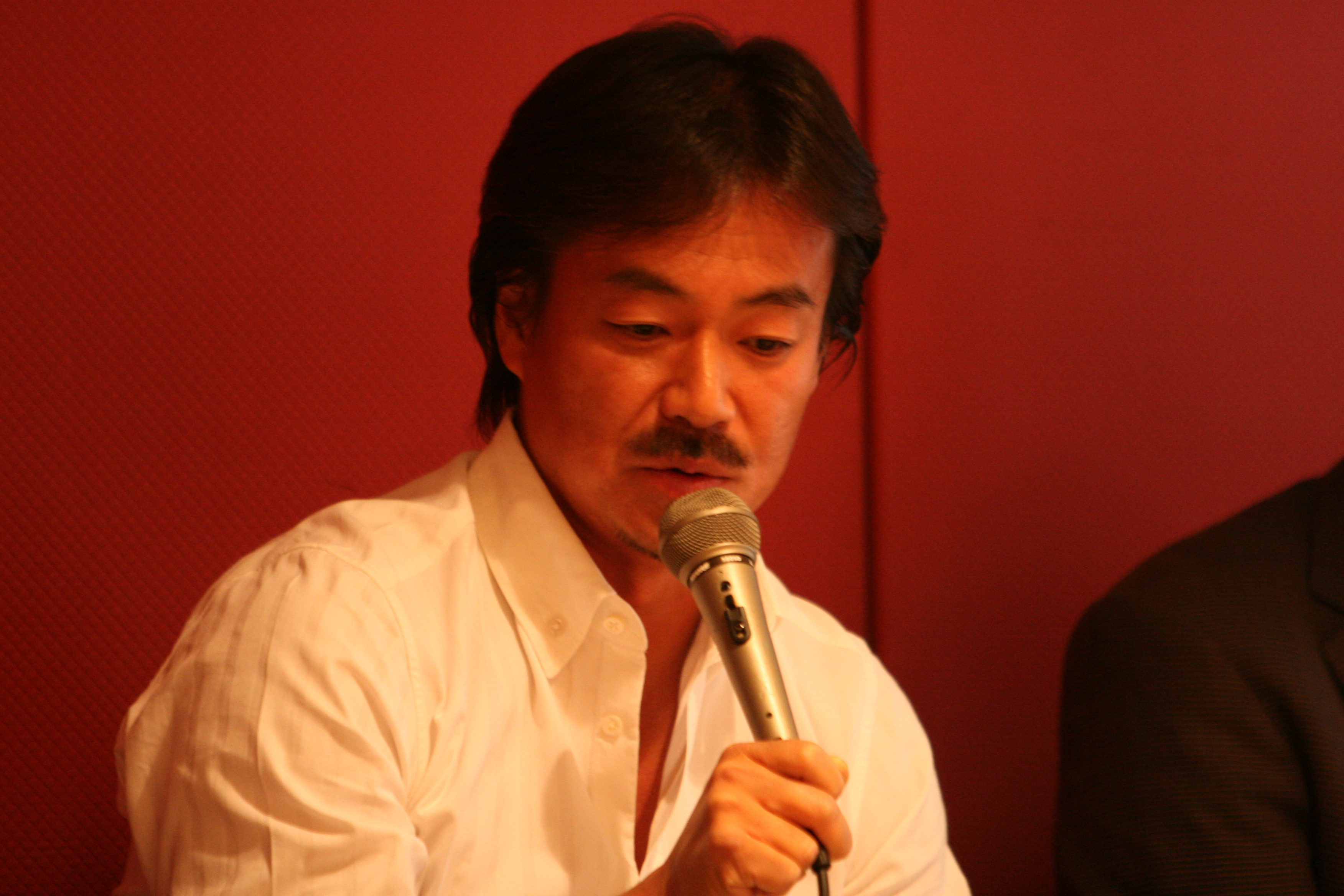
Hironobu Sakaguchi, il creatore di Locke

Il personaggio di Locke Cole era originariamente quello di un uomo più adulto, e un compagno freddo, distaccato e misterioso del protagonista maschile, che sarebbe poi diventata Terra. Doveva essere una specie di rivale, e l'unico del gruppo a utilizzare l'abilità Rune (che venne poi data a Celes). Durante lo sviluppo del gioco, tuttavia, il personaggio venne completamente modificato, fino a diventare Locke Cole, ideato da Hironobu Sakaguchi.

## Critica
Locke Cole è uno dei personaggi maschili più apprezzati della serie. È stato nominato anche il quarto miglior personaggio del gioco. La coppia Locke e Celes è considerata una delle migliori storie d'amore dei videogiochi.

## Altre apparizioni
Locke compare anche in Theatrhythm Final Fantasy come personaggio secondario rappresentante Final Fantasy VI.
Nel 2018 sarà aggiunto al roster di Dissidia Final Fantasy NT.